# サン・ルイス (マラニョン州)
サン・ルイス（ポルトガル語: São Luís ブラジルポルトガル語発音: [sɐ̃w luˈis]）は、ブラジル・マラニョン州の州都。メアレム川、イタペクル川、ピンダレー川の三角州であるサン・マルコス湾内のサン・ルイス島にある。人口は約110万人（2020年）。都市圏では約122万人である。
サン・ルイスは、ブラジルで唯一フランス人によって建設された州都である。ブラジルに3つある、島にある州都（他はヴィトーリアとフロリアノーポリス）の1つである。

## 歴史
最初にサン・ルイスにあった町は、ツピナンバ族の大きな村であった。最初にヨーロッパからやってきたのは、1612年に新植民地建設のためやってきたフランス人であった。彼らはサン・ルイという名の砦を築いた（当時のフランス王ルイ13世と、聖人であるルイ9世にちなんだもの）。1615年にポルトガルの命を受けたジェロニモ・デ・アルブケルケがこの町を侵略し、フランス人らは町をわずかな期間に建てただけで追放された。これが元で、市の建設された日は、フランス人が砦を築いた日付か、ポルトガル人が征服した日付かで論争を呼ぶことになった。1641年、オランダ人が町を侵略した。彼らは1645年までとどまったが、都市建設に影響を与えず、彼らが征服した何の証も残さなかった。なぜなら彼らは植民地を築かないが、代わりに暴力的支配に的を絞ったのである。
これらの侵略がもはやなくなると、植民地政府は副王国グラン＝パラ・エ・マラニョン（Grão-Pará e Maranhão）としてブラジル他地域から独立させた。当時、経済は農業を基盤とし、特にサトウキビ、カカオ、タバコの生産をし輸出していた。地元エリート階級らの対立が生じて、ベックマンの反乱が起こった。
南北戦争が勃発したすぐあと、サン・ルイス地域はイギリスへ向けて綿の供給を始めた。この生産による富が、市を近代化させた。信仰心に動かされた男性たちがやってきて、彼らの学校で教育を始めた。そして、水の供給をした。市は、国で3番目の人口を誇ったが、19世紀の終わりに農業が衰退すると4番目に後退し、市は収入を維持する別の方法を探し始めた。
現在、サン・ルイスはラテン・アメリカで、最も大きく最良の状態で保存された植民地時代のポルトガル風建築がある。アルイーシオ・アセヴェド、グラサ・アラニャ、ゴンサルヴェス・ディアス、フェレイラ・グラールといった多くの作家・詩人を輩出したことから、島は「愛の島」または「ブラジルのアテネ」として知られる。

## 経済
市のGDPは9,340,944,000レアル（2005年）である。
市の一人当たりの年収は9,543レアルである（2005年）。

## 産業
市にはマデイラ港、イタクイ港という2つの海港がある。アマゾン川流域のカラジャスから採掘されたブラジルの鉄鉱石の相当量が、カラジャス鉄道でここへ集積され輸出される。市の主幹産業は金属工学製品のアルコア社、そしてヴァーレ（旧リオドセ）社である。 

## 教育
ポルトガル語が公用語であり、小学校から教わる。しかし、英語とスペイン語は高校の第2外国語として課程に組まれている。
サン・ルイスはマラニョン連邦大学の本校がある。

### 大学とカレッジ
- マラニョン連邦大学（UFMA）
- マラニョン連邦中央工業教育大学（Cefet-MA）

## 文化
サン・ルイスは、歴史地区の建物ほとんどがタイルで覆われていることが知られる。そのために市は『タイルの町』としても知られている。他にも多くの文化的特色がある。
- タンボル・デ・クリオウラ :アフリカ系ブラジル人のダンスである。派手な明るい女性たちが太鼓の打楽器隊であるバテーリアを誘う。彼女たちは音楽に合わせてくるくる周り旋回しながら、バテーリアの中心で一番よい位置を取り合う。
- タンボル・デ・ミナ: 上記の踊りと混同されるべきではない、アフリカ系ブラジル人の信仰カンドンブレの変形である。
- ブンバ・メウ・ボイ: 北部及び北東部ブラジルで行われる祭りで、大がかりな音楽パントマイムの形で行われる。実演は公的な行事で、復活祭のあとすぐ始まり、6月に最高潮に達する。文字通りに数百の団体が、純粋な楽しみと一般人の歓喜として夜通し演じる。登場人物たちは、その中心に社会の調和への隠喩をこめて、滑稽に悲劇を演じきる。移民、不名誉な植民地経営者、インディオ、精霊、アフリカ人奴隷、森の精霊らが驚くべき扮装、独自の振付と音楽で演じられる。みな夜通しお祭り騒ぎをしている。群衆も歌や踊りに加わり、グループに加わらなくても二本の木のマラカスを持って繰り返し鳴らす（二本の木のブロックを打ち鳴らす者もいる）。
- カポエイラ: サン・ルイスのカポエイラは、伝統的なバヒアン・アンゴラの系統を組むとされる。

1997年にサン・ルイス歴史地区がUNESCO世界遺産として登録された。1989年から資金の投入された、植民地時代の建築物修繕・改装計画が進められている。

## 出身者
- ジョゼ・サルネイ - 政治家。元大統領。
- ルイス・オリヴェイラ - 元ベルギー代表サッカー選手

## 世界遺産
この世界遺産は世界遺産登録基準のうち、以下の条件を満たし、登録された（以下の基準は世界遺産センター公表の登録基準からの翻訳、引用である）。
- (3) 現存するまたは消滅した文化的伝統または文明の、唯一のまたは少なくとも稀な証拠。
- (4) 人類の歴史上重要な時代を例証する建築様式、建築物群、技術の集積または景観の優れた例。
- (5) ある文化（または複数の文化）を代表する伝統的集落、あるいは陸上ないし海上利用の際立った例。もしくは特に不可逆的な変化の中で存続が危ぶまれている人と環境の関わりあいの際立った例。